# Crumomyia promethei
Crumomyia promethei är en tvåvingeart som först beskrevs av Nartshuk 1970.  Crumomyia promethei ingår i släktet Crumomyia och familjen hoppflugor. Inga underarter finns listade i Catalogue of Life.